# The Singing Detective (filme)
The Singing Detective (Brasil: Crimes de um Detetive / Portugal: O Detective Cantor) é um filme de comédia musical estadunidense de 2003 dirigido por Keith Gordon e com base na série da BBC com o mesmo nome, obra do escritor britânico Dennis Potter. É estrelado por Robert Downey, Jr. e apresenta um elenco de apoio que inclui Katie Holmes, Adrien Brody, Robin Wright Penn e Mel Gibson, assim como um número de canções da década de 1950.

## Sinopse
Agora sofrendo de uma doença de pele psoríase e incapacitante artrite psoriática, detetive romancista Dan Dark é de tal dor em um hospital que ele começa a mergulhar na fantasia, resultando em várias histórias ditas em forma simultânea:
1. Um filme noir baseado no romance de Dark, The Singing Detective, em que uma cantora de boate/detetive particular, contratado por Mark Binney, assume um estranho caso envolvendo prostitutas e dois homens misteriosos. Nada está resolvido isso, só um enredo vago. Notavelmente, todas as pessoas no filme noir são interpretados por pessoas que são pessoas reais na vida de Dark; por exemplo, a enfermeira de Dark faz a cantora.
2. A realidade atual, em que Dark é atormentado pela dor incrível. Dark interage com as várias pessoas ao seu redor, como os médicos e enfermeiros que tentam ajudar, mas são demitidos por raiva e amargura de Dark para todos. Seu senso de realidade, então cai em alucinações como as pessoas cantando aleatoriamente números musicais coreografados, como "How Much Is That Doggie In The Window" ("Quanto é esse cachorrinho na janela?", em português). No final, a sua realidade é misturada com o filme noir e ele é raptado por dois homens misteriosos, apenas para ser baleado pelo titular "Singing Detective".
3. Infância traumática de Dark no passado, o que explica a repulsão de Dark em relação à sexualidade (Dark tinha visto sua mãe ter sexo com outros homens, incluindo o sócio do seu pai), e de seu próprio temperamento explosivo.

## Elenco
- Robert Downey, Jr. como Dan Dark
- Robin Wright Penn como Nicola / Nina / Blonde
- Mel Gibson como Dr. Gibbon
- Jeremy Northam como Mark Binney
- Katie Holmes como Enfermeira Mills
- Adrien Brody como Primeiro Encapuzado
- Jon Polito como Segundo Encapuzado
- Carla Gugino como Betty Dark / Hooker
- Saul Rubinek como Especialista em Pele
- Alfre Woodard como Chefe do Pessoal
- Amy Aquino como Enfermeira Nozhki
- David Dorfman como Jovem Dan Dark
- Eddie Jones como Bartender Moonglow
- Clyde Kusatsu como Doutor Japonês Visitante

## Histórico
O roteiro de Potter tem circulado em Hollywood por muitos anos como Potter estava entusiasmado com uma versão cinematográfica. Robert Altman foi uma época para dirigir com Dustin Hoffman na liderança, mas o financiamento foi difícil e a produção foi arquivada. Ele acabou por ser descoberto por um executivo da companhia de produção de Mel Gibson, que adorou e convidou Gibson a bordo para produzir. O roteiro também foi imaginado como um filme de terror dirigido pelo veterano David Cronenberg e estrelado por Al Pacino como o personagem-título.

## Recepção
O filme marcou uma classificação de "podre" de 39% no Rotten Tomatoes, com o consenso ser "delicioso desempenho de Robert Downey Jr. não pode salvar transição de The Singing Detective da TV para a tela grande" Embora alguns críticos, como Roger Ebert, gostou do filme, outros, como Joe Baltake no Sacramento Bee, considerou uma "falha de interessante".

## Trilha sonora
A trilha sonora de The Singing Detective foi lançado em 14 de outubro de 2003. A trilha sonora do filme foi composta e conduzida por Basil Poledouris.
| N.º            | Título                     | Artista             | Duração |  |
| 1.             | "In My Dreams"             | Gene Vincent        | 3:02    |  |
| 2.             | "Just Walking in the Rain" | Johnnie Ray         | 2:48    |  |
| 3.             | "Mr. Sandman"              | The Chordettes      |         |  |
| 4.             | "It's All in the Game"     | Tommy Edwards       | 2:37    |  |
| 5.             | "Poison Ivy"               | The Coasters        | 2:42    |  |
| 6.             | "Important Words"          | Gene Vincent        | 2:22    |  |
| 7.             | "Harlem Nocturne"          | The Viscounts       | 2:22    |  |
| 8.             | "At the Hop"               | Danny & the Juniors | 2:29    |  |
| 9.             | "Woman Love"               | Gene Vincent        | 2:33    |  |
| 10.            | "When"                     | The Kalin Twins     | 2:26    |  |
| 11.            | "Flip Flop and Fly"        | Big Joe Turner      | 2:47    |  |
| 12.            | "Three Steps to Heaven"    | Eddie Cochran       | 2:22    |  |
| 13.            | "It's Only Make Believe"   | Conway Twitty       | 2:14    |  |
| 14.            | "In My Dreams"             | Robert Downey, Jr.  | 4:12    |  |
| Duração total: | Duração total:             | Duração total:      | 37:20   |  |